# Ingrid Haebler

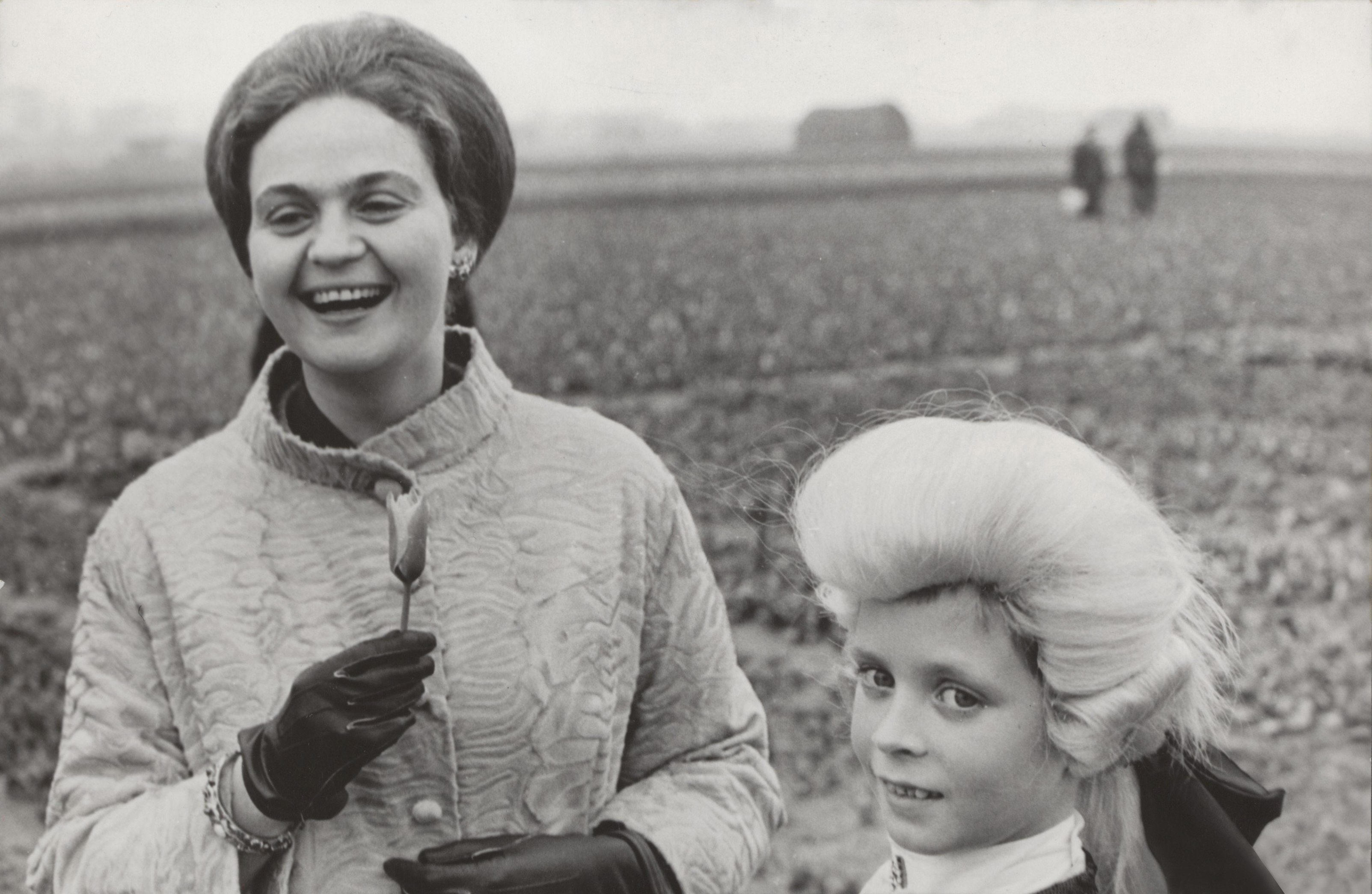
Ingrid Haebler im Keukenhof (1966)

Ingrid Haebler (* 20. Juni 1929 in Wien; † 14. Mai 2023 in Puch bei Hallein) war eine österreichische Pianistin.

## Leben
Ingrid Haebler war die Tochter von Armin und Charlotte (Sissy) Haebler, geb. Schüch, die am 8. Juni 1925 in der Minoritenkirche Wien geheiratet hatten. Die junge Familie Haebler wohnte im 3. Wiener Gemeindebezirk in der Reisnerstraße 35. Armin Haebler war am 24. Jänner 1894 in Łódź geboren worden. Er machte sich um die Glas- und Metallhütte Scheegattern Aktiengesellschaft verdient und war später Aufsichtsrat der Aktiengesellschaft für Glasindustrie in Linz.
Ingrid Haebler erhielt mit sechs Jahren von ihrer Mutter den ersten Klavierunterricht. Es folgten bald auch erste Kompositionsversuche. Zu Beginn des Zweiten Weltkrieges übersiedelte sie mit ihrer Familie nach Salzburg, wo sie bei Walter Lampe am Mozarteum Klavierunterricht erhielt. Als Neunjährige trat sie erstmals im Wiener Saal des Mozarteums mit einem Andante von Mozart auf. Ihr Konzertdebüt gab sie am 7. März 1941 mit Mozarts Klavierkonzert in A-Dur, KV 414. 1949 absolvierte Haebler bei Heinz Scholz am Mozarteum und erhielt anschließend die Lilli-Lehmann-Medaille. Sie studierte auch bei Paul Weingarten in Wien. 1950 ging sie nach Genf zu weiteren Studien bei Nikita Magaloff und nach Paris zu Marguerite Long.
Haebler gewann zweimal den 2. Preis beim Internationalen Klavierwettbewerb in Genf und 1954 den 1. Preis beim Wettbewerb der ARD. Danach begann ihre Weltkarriere. Ab 1969 war Ingrid Haebler Professorin am Salzburger Mozarteum.
Haebler wurde vor allem durch ihre Interpretation des Klavierwerkes von Wolfgang Amadeus Mozart bekannt. Gelobt wurde die Natürlichkeit und schlichte Diktion ihres Spiels sowie die Nüchternheit in der Darstellung, gepaart mit Wärme und Gefühl, ein „singendes Allegro“. Mit Henryk Szeryng und mit Arthur Grumiaux nahm sie Mozarts Violinsonaten auf.

## Ehrungen
- 1949: Lilli-Lehmann-Medaille
- 1951: 2. Preis beim Internationalen Klavierwettbewerb in Genf
- 1952: 2. Preis beim Internationalen Klavierwettbewerb in Genf
- 1954: 1. Internationaler Musikwettbewerb der ARD in München
- 1954: 1. Preis beim Schubert-Wettbewerb
- 1957: Harriet Cohen Beethoven Medaille (Harriet Cohen International Music Award)
- 1970: Mozartmedaille durch die Mozartgemeinde Wien[8]
- 1979: Silberne Mozart-Medaille des Salzburger Mozarteums
- 1986: Ehrenmedaille der Stadt Wien
- 2000: Prof.-Titel

## Diskografie (Auswahl)
- Ingrid Haebler. The Philips Legacy – Werke von J.S. Bach, J.C. Bach, Mozart, Beethoven, Haydn, Schubert, Chopin, Schumann und Franck; mit verschiedenen Interpreten und Orchestern (1953–1980; 2022, 58 CDs, Decca) OCLC 1343877845
- J.C. Bach, 12 Klavierkonzerte op. 1 und 7 – Ingrid Haebler, pianoforte; Wien Capella Academica, Ltg. Eduard Melkus (1969, 1972, 1977, 2CD Philips) OCLC 30673144
- J.C. Bach, 6 Sonaten op. 5 – Ingrid Haebler, pianoforte (Philips)
- J.C. Bach, 6 Sinfonias op. 3/6, Klavierkonzerte, op. 13 – Ingrid Haebler, pianoforte; Academy of St. Martin in the Fields, Ltg. Neville Marriner; Wien Capella Academica, Ltg. Eduard Melkus (1997, Philips)
- J.S. Bach, Französische Suite Nr. 6, E-dur, BWV 817 (1966, Philips)
- Beethoven, Violinsonaten, Vol. I et II – Romanzen – Henryk Szeryng, Ingrid Haebler; Royal Concertgebouw Orchestra,Ltg. Bernard Haitink (1971–80, Philips) OCLC 937703523
- Chopin, Nocturnes (1956, 2LP Vox PL) OCLC 11954007
- Chopin, Valses (LP Vox GBY 11970)
- Haydn, Klavierkonzert Nr. 11 D-dur, Nederlands Kamerorkest, Ltg. Szymon Goldberg (9. Juli 1960), Philips 875 040CY
- Haydn, Klaviersonaten Nr. 35,36,37,38 und 39 (1969, Philips) OCLC 659214726
- Haydn, Klaviersonate Nr. 52 (Philips, mono)
- Haydn, Andante Con Variazioni In F Minor, Hob XVII 6 (Philips)
- Mozart, Musik für zwei Klaviere – Ingrid Haebler, Ludwig Hoffmann, Jörg Demus, Paul Badura-Skoda (1971–78, 2CD Philips 422 516-2) OCLC 154641529
- Mozart, Klavierkonzerte Nr. 6 & 8 Pro Musica Orchester Wien, Ltg. Heinrich Hollreiser   (1954, LP Vox PL 9290)
- Mozart, Klavierkonzert Nr. 13, Pro Musica Orchester Wien, Ltg. Heinrich Hollreiser (LP Vox, 7. Mai 1956)
- Mozart, Klavierkonzerte Nr. 15 & 18 – Haebler; Wiener Symphoniker, Ltg. Heinrich Hollreiser (1953, LP Vox PL 8300) OCLC 4741984
- Mozart, Klavierkonzerte Nr. 17 & 26 – Haebler; Bamberger Symphoniker, Wiener Symphoniker, Ltg. Heinrich Hollreiser (1955, LP Vox PL 9390)
- Mozart, Klavierkonzerte Nr. 19 & 20 – Haebler; Wiener Symphoniker, Ltg. Karl Melles (1958, Vox) OCLC 1855840
- Mozart, Klavierkonzerte Nr. 12 & 27 (1954, LP Vox PL 8710) OCLC 4742005
- Mozart, Klavierkonzerte Nr. 13 & 24 – Haebler; Wiener Symphoniker, Ltg. Paul Walter (LP Vox PL 10.080) OCLC 658817701
- Mozart, Klavierkonzerte – Ingrid Haebler, pianoforte (1-4); Capella Academica Wien, Ltg. Eduard Melkus (1-4); London Symphony Orchestra, Ltg. Witold Rowicki, Alceo Galliera, Colin Davis (10CD Philips 454 352-2) OCLC 222291004
- Mozart, Klaviersonaten K. 279, 290, 281, 282, 283, 284, 309, 310, 311, 330, 331, 332, 333, 457, 533+594, 545, 570, 576 (1966–70, Philips)
- Mozart, Klaviersonaten K. 279, 290, 281, 282, 283, 284, 309, 310, 311, 330, 331, 332, 333, 457, 533+594, 545, 570, 576, und Fantasie c-moll K. 475 (1986–91, 5CD Denon COCQ-83689) OCLC 36419870
- Mozart, Variationen für Klavier K.455, 352, 179, 500 & K.24, 25, 180, 265, 254, 398 (3-9 November/2-9. Dezember 1975, 2CD Philips)
- Mozart, Sonaten für Klavier und Violine K. 296, 301, 306 – Henryk Szeryng, Haebler (1969/1972, Philips)
- Mozart, Sonaten für Klavier und Violine K. 378, 380, 454 – Henryk Szeryng, Haebler (1969/1972, Philips)
- Mozart, Klavierquartett – Schwalbé, Cappne, Borwitzky (Philips) OCLC 658577213
- Mozart, Quintett für Klavier und Bläser, und Beethoven, Quintett op. 16 – Haebler; Mitglieder des Bamberger Bläserquintetts (19.-22. September 1971, Philips)
- Schubert, Impromptus (1955, LP Vox PL 8940)
- Schubert, Klaviersonaten (12), Impromptus, Moments musicaux, Fantasie f-moll* – Haebler, Ludwig Hoffmann* (1960/1970, 7CD Philips 456 367-2 / Decca) OCLC 51748844
- Schumann, Kinderszenen, op. 15, (28. August 1959) Philips 698039
- Schumann, Klavierkonzert, Concertgebouworkest, Ltg. Eliahu Inbal, (1. Juni 1972), Philips 6500 414